# Thomas Cassady
Thomas Gantz Cassady, né le 5 janvier 1896 à Freedom (Indiana) et mort le 9 juillet 1972 à Lake Forest (Illinois), était un aviateur américain. Il a combattu aux côtés de la France durant les deux guerres mondiales : as de l'aviation durant la Première Guerre mondiale, il est revenu comme agent secret durant la Seconde Guerre mondiale.